# Palácio de São Lourenço

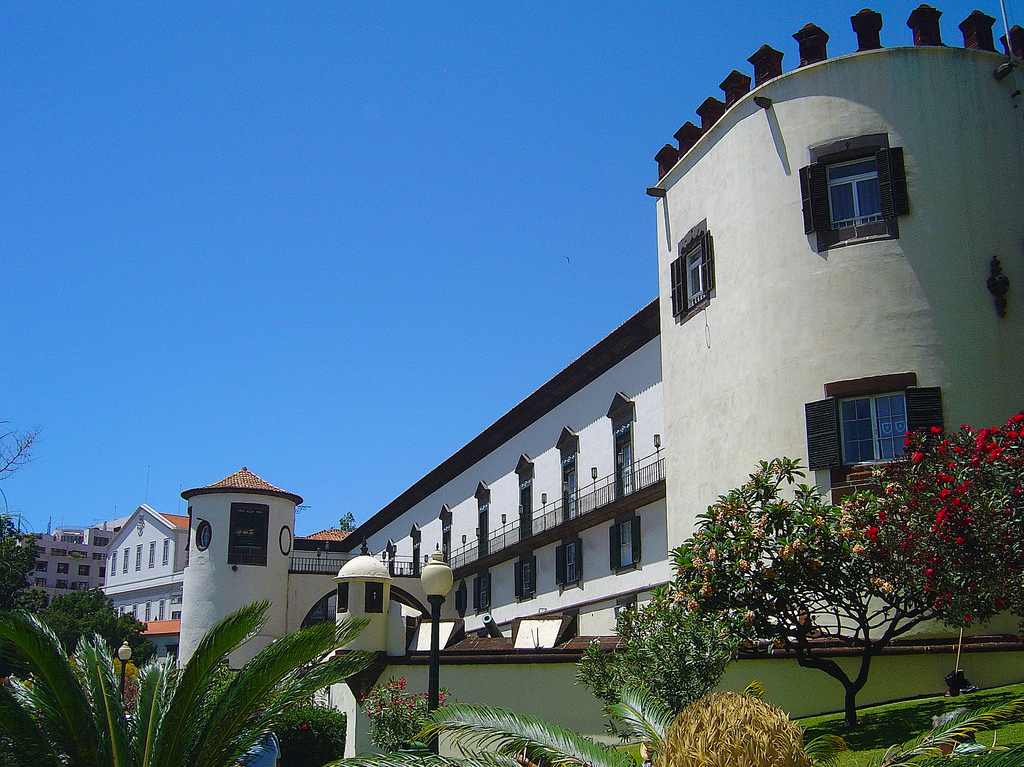
Palácio de São Lourenço, Funchal. À direita vê-se o torreão manuelino decorado com ameias.

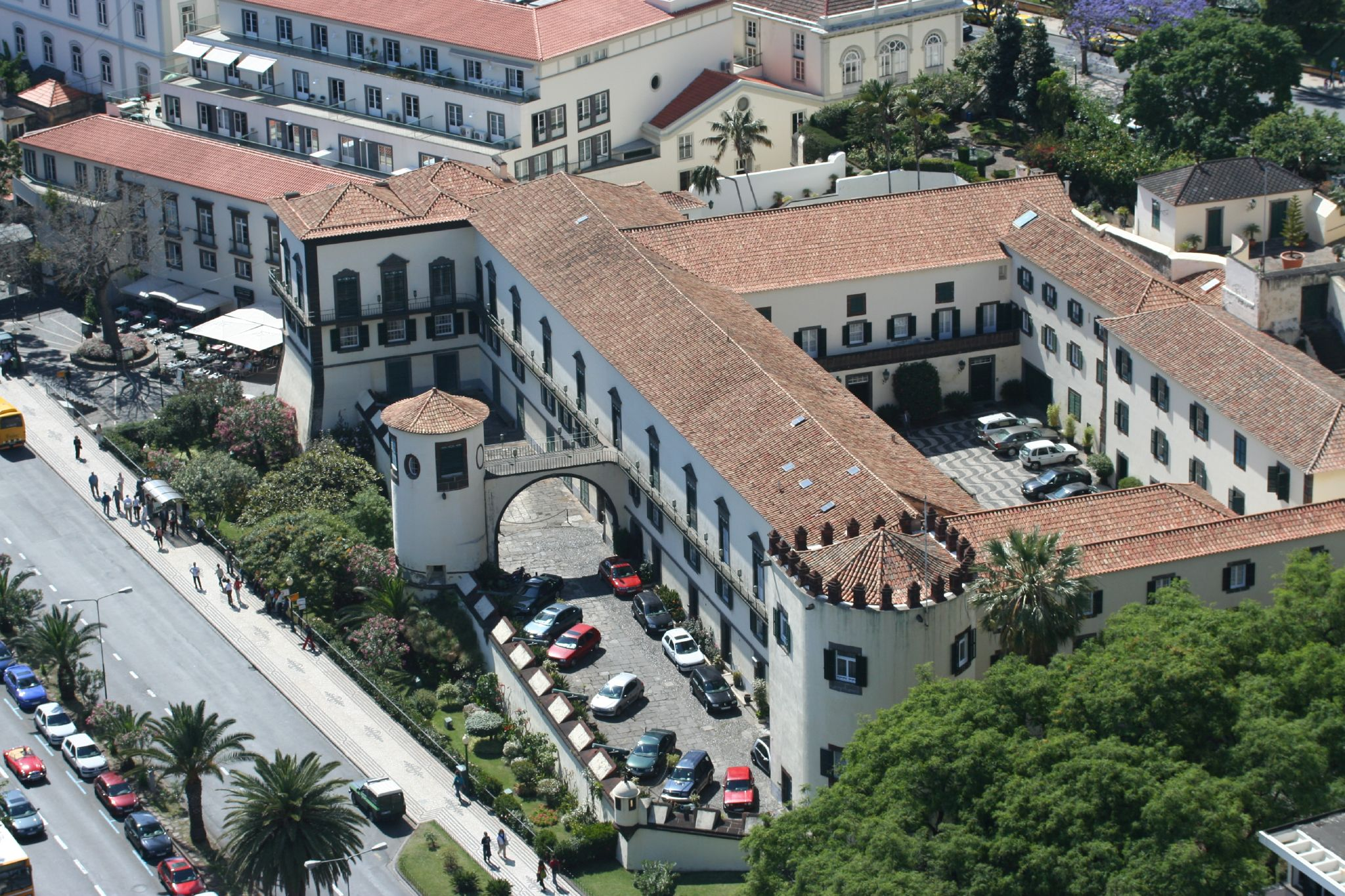
Fortaleza-Palácio de São Lourenço, Funchal.

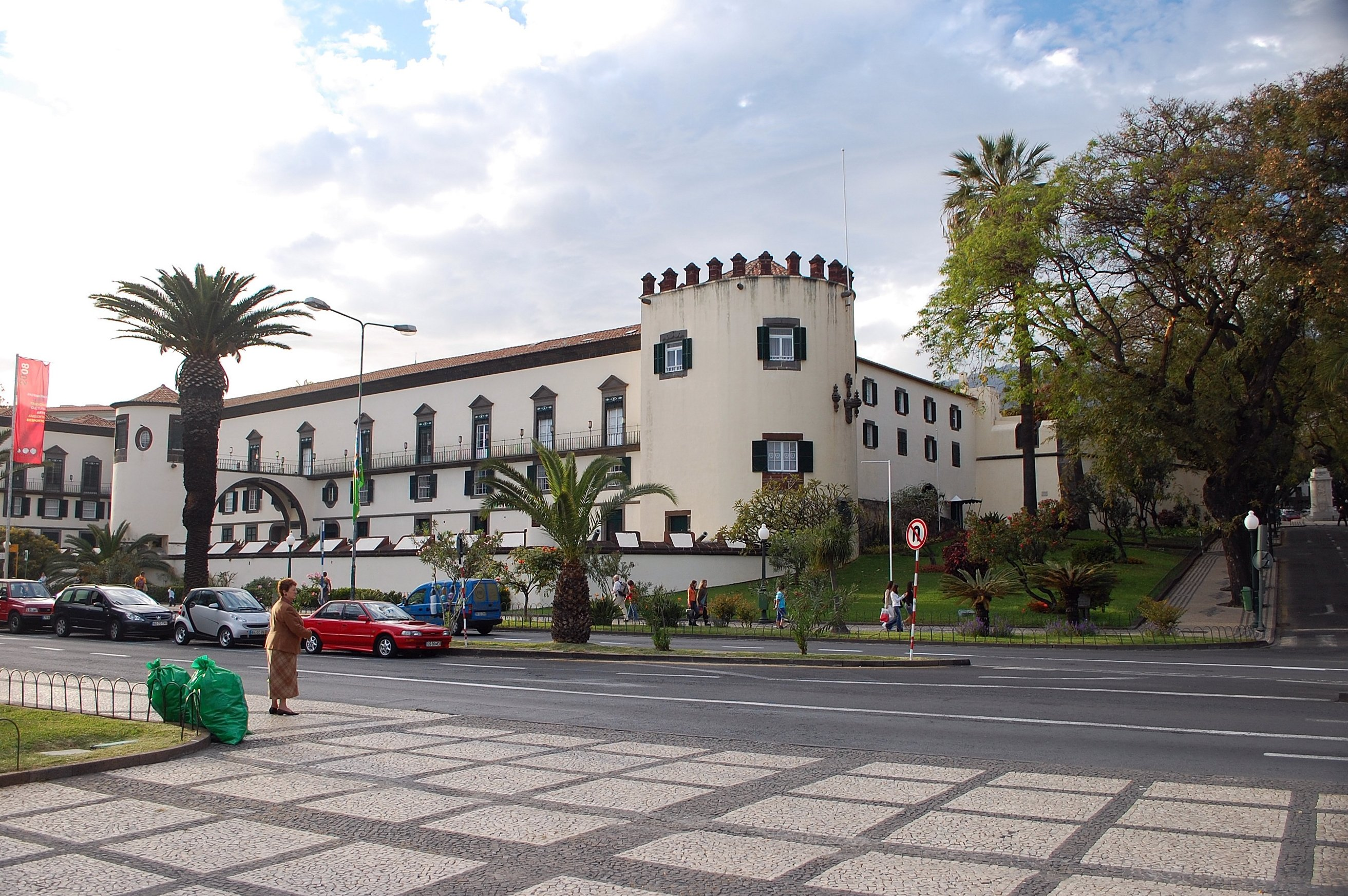
Fortaleza-Palácio de São Lourenço, Funchal.

O Palácio de São Lourenço é um palácio e fortaleza localizado na freguesia da Sé, no centro histórico da cidade do Funchal, na Região Autónoma da Madeira, sendo atualmente a residência oficial do Representante da República, naquele arquipélago.
Constitui-se num conjunto monumental originalmente com a dupla função de fortificação e paço, considerado como o melhor e mais imponente exemplar de arquitectura civil e militar da ilha da Madeira. Compreende a Fortaleza de São Lourenço, iniciada na primeira metade do século XVI e concluída à época da Dinastia Filipina, e o Palácio propriamente dito, incluindo os salões do pavimento nobre que datam do último quartel do século XVIII e os jardins interiores.

## História

### Antecedentes
Na sequência do saque do Funchal de 1566, o novo mestre das Obras Reais na Madeira, Mateus Fernandes (III), procedeu a ampliação do antigo baluarte. Uma planta do Funchal (Mateus Fernandes, c. 1570), figura a fortaleza, no interior da qual se encontravam as Casas do Capitão, defendida por uma muralha de planta retangular, a Sudeste do qual se erguia o torreão manuelino e, a Noroeste, um outro torreão junto ao qual teriam entrado os corsários franceses, em 1566.
Em 1572 o projeto defensivo foi modificado, sendo aumentado para três baluartes. Determinou-se ainda a demolição das casas que lhe eram impedimento, e que se cortassem os balcões da frontaria do Calhau, onde haviam de construir-se os muros da cidade rasgados por cinco portas – duas ao sul voltadas para o mar, uma a este e duas a oeste –, correndo as muralhas entre as ribeiras de João Gomes e de São Francisco (atual ribeira de São João), a entestarem nos morros da Pena e do Pico dos Frias.
Acredita-se que cerca de 1580 estariam concluídos o baluarte Sudoeste, quadrangular, bem como dois baluartes pentagonais a Norte, em posição dominante, cobrindo a cidade. A fortificação é assim descrita, à época:
"Adiante logo da Alfândega [a] um tiro de besta está a Fortaleza velha, que é a principal, situada sobre uma rocha, e tem pela banda do mar seis grandes e formosos canos d'água que dela sai, e nela nasce na mesma rocha sobre que e fundada; e de maneira nenhuma se pode tomar nem tolher pela banda de terra de nenhuns inimigos: a qual Fortaleza tem pela banda do mar dois cubelos, como torres, mui fortes, que guardam o mesmo mar, e artilharia, de que estão bem providos; e pela banda da terra outros dois, que guardam toda a cidade por cima, por estarem mais altos que ela; na  qual parte tem também um muro mui alto e forte, com uma fortíssima porta de alçapão. E, assim como tem dentro água, não lhe faltam atafonas, fornos e celeiros para recolher os mantimentos, e ricos aposentos, onde o capitão pousa, adornados com seu jardim e frescura." (Gaspar Frutuoso. Saudades da Terra.)

### A Dinastia Filipina

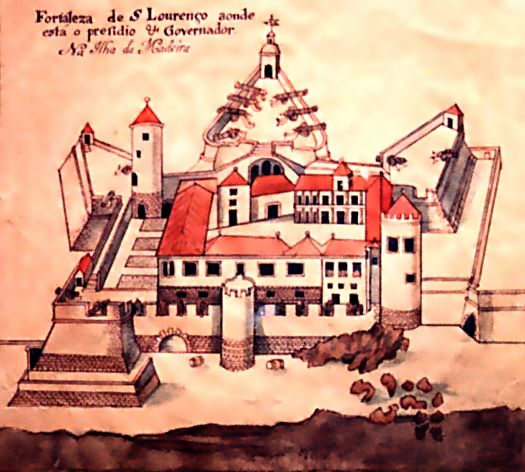
Fortaleza de São Lourenço (Bartolomeu João, meados do século XVII).

À época da Dinastia Filipina (1580-1640), a administração do arquipélago da Madeira passa a ser exercida por Governadores Gerais, o primeiro dos quais foi o desembargador João Leitão.
A Fortaleza Velha passou a sediar a força castelhana permanente que guarneceu a ilha, passando o seu paço a abrigar o Governador Militar, D. Agostinho de Herrera, conde de Lanzarote, substituído em 1582 pelo Capitão Juan de Aranda. As obras da fortaleza foram concluídas neste período, sob a direção do mestre de obras reais, Jerónimo Jorge, compreendendo a edificação do baluarte central Norte, semi-pentagonal, no início do século XVII, guarnecendo o Portão de Armas, sob a invocação de São Lourenço. Posteriormente, a imagem - com a data de 1636 (1639?) na sua base - seria colocada num nicho sobre o Portão de Armas -, passando a fortaleza a denominar-se "de São Lourenço" e o baluarte de "do Castanheiro", dada a árvore que veio a crescer na sua esplanada.
O seu perfil castrense foi suavizado com a construção do Palácio do Governador militar da ilha, edifício dotada de uma extensa fachada, objeto de extensa remodelação nos séculos subsequentes.
Data de meados do século XVII a sua melhor representação iconográfica: o desenho "Fortaleza de S. Lourenço onde está o presídio do Governador na Ilha da Madeira", de autoria de Bartolomeu João, na carta corográfica "Descrição da Ilha da Madeira, Cidade do Funchal, Villas, Lugares, Ribeiras, Portos e Enceadas, e mais Secretos…". Nele é possível identificar os baluartes Norte e Noroeste da fortaleza, e uma área assinalada por três aberturas para o interior do baluarte Norte, então a descoberto, atualmente integrada no corpo Norte do palácio - a Sala Vasco da Gama.

### Da Restauração ao século XVIII
Após a Restauração da independência Portuguesa (1 de Dezembro de 1640), cuja notícia só foi conhecida oficialmente na Madeira em Janeiro de 1641, sendo formalizada pela aclamação e reconhecimento de D. João IV (1640-1656), foi extinto o presídio castelhano sediado na Fortaleza de São Lourenço, dispersando-se a sua guarnição. Luís de Miranda Henriques, nomeado por Margarida de Saboia, Duquesa de Mântua a 22 de Maio de 1640, manteve-se como Governador durante o ano de 1641.
O Palácio seguiu sendo utilizado como residência dos Governadores e Capitães-generais, e, com o advento do Governo Constitucional em 1834, dos Governadores civis a partir de 1835.
Um incêndio em 1699 destruiu parcialmente a residência do Governador, o que conduziu a uma nova intervenção na área residencial da fortaleza. Acredita-se que date desta época o crescimento do corpo Sul em mais um pavimento, que veio a ser absorvido pela edificação dos salões do andar nobre, de elevado pé-direito, ao final do século XVIII. Foi nesta fase construtiva que a função residencial passou a predominar sobre a função defensiva do conjunto, particularmente com a campanha de obras sob o governo de D. Diogo Pereira Forjaz Coutinho, quando foram edificados os três salões principais, atualmente designados como Sala dos Capitães-Donatários, Salão Nobre ou de Baile e Sala Vermelha, e, posteriormente, a Sala Verde e a galeria que a delimita pelo lado Norte, sobre o jardim interior. O conjunto passou, por essa razão, a ser mais freqüentemente denominado como "Palácio" do que como "Fortaleza".

### O século XIX

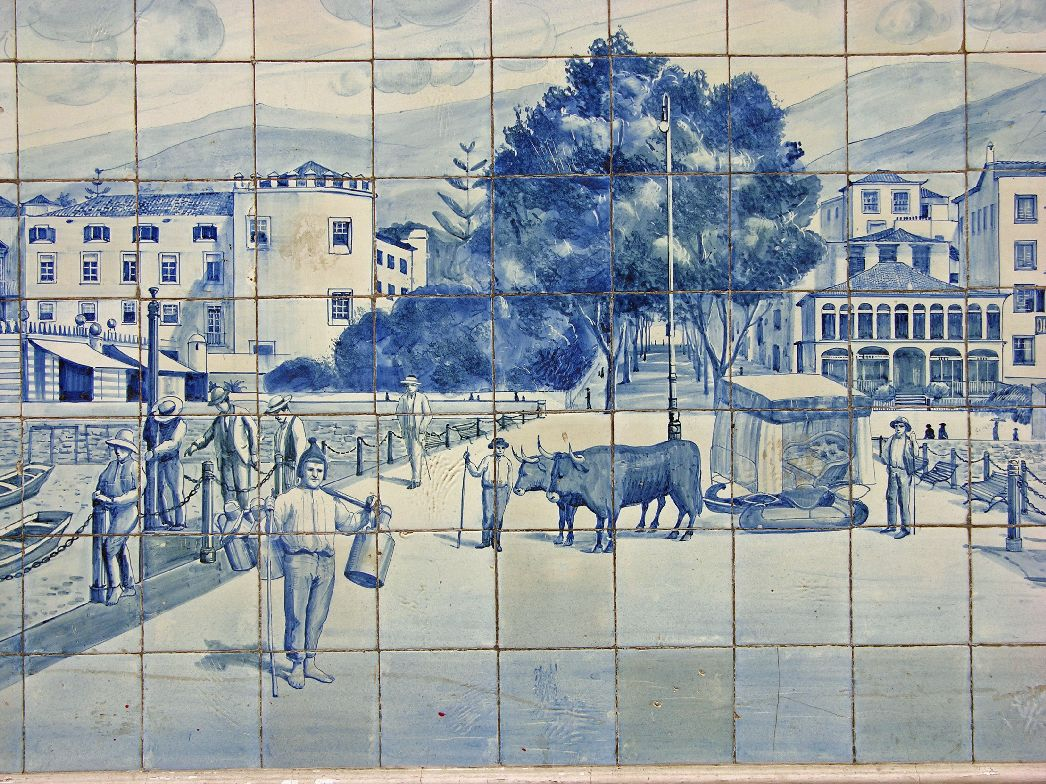
Paisagem do Funchal. No quadrante superior esquerdo, a Fortaleza-Palácio de S. Lourenço.

Entre o final do século XVIII e o início do século XIX, a nova ala edificada no prolongamento do andar nobre sacrificou o baluarte Sudoeste, sobre o qual foi erguida uma nova dependência, atualmente denominada como Sala do Baluarte. Datará da mesma época a formação do jardim interior, que contava com um tanque de água. Ambos encontram-se figurados em levantamento de Paulo Dias de Almeida ("Fort.ª de S. Lour.º Rezid.ª dos Governadores", 1805). O mesmo autor, em obra posterior, registra: "Esta fortaleza só serve para residência dos governadores, não tem artilharia alguma e a bateria do mar é muito acanhada." ("Descrição da Ilha da Madeira…", 1817)
No contexto da Guerra Peninsular registaram-se as ocupações britânicas da Madeira:
- A primeira, pelas forças do Coronel William Henry Clinton, de 23 de Julho de 1801 a 27 de Janeiro de 1802, sem interferência direta na administração civil;
- A segunda, entre 1807 e 1814, tendo, a 24 de Dezembro de 1807 o Estado-Maior do Tenente-Governador William Carr Beresford se instalado no Palácio de São Lourenço, então residência do Governador Pedro Fagundes Bacelar d'Antas e Menezes onde, como em todas as fortalezas da ilha, foi hasteada a Bandeira do Reino Unido, sendo posteriormente publicada uma proclamação em que a população foi levada a reconhecer Jorge III do Reino Unido como seu legítimo soberano.

Esta situação manteve-se até à assinatura do Tratado de Restituição da Madeira (Londres, 16 de Março de 1808), cuja cópia chegou à Madeira em finais de Abril. O Palácio de São Lourenço foi então devolvido à administração civil, tendo Beresford seguido para Lisboa em Agosto do mesmo ano. Uma guarnição britânica permaneceu estacionada no arquipélago até Setembro de 1814, quando da assinatura do Tratado de Paz entre a Grã-Bretanha e a França naquele ano.
Quando da gestão do Governador e Capitão-General Sebastião Xavier Botelho foram introduzidas diversas alterações na estrutura do Palácio, a mais relevante das quais o deslocamento da escadaria exterior de acesso ao andar nobre, até então situada a Sudoeste do pátio interior e dando para a capela ali existente, para o centro desse pátio, no mesmo local onde hoje se encontra a escadaria cuja balaustrada em pedra data da década de 1940. A ele se deve ainda a encomenda, ao pintor Joaquim Leonardo da Rocha, primeiro professor da Aula de Desenho e Pintura do Funchal, do retrato de D. João VI datado de 1819, atualmente na Sala de Audiências do Ministro da República.
Finda a Guerra Civil Portuguesa (1828-1834), com a assinatura da Convenção de Évora-Monte (1834), cessou a nomeação de Governadores e Capitães-generais para o arquipélago, sendo criado, inicialmente, o lugar de Prefeito e, em 1835, o de Governador Civil, a par de um Governador Militar.
A separação dos poderes no arquipélago determinou, no Palácio-Fortaleza, em 1836, a separação entre o Quartel do Governador das Armas, a Leste, e o Palácio, residência oficial do Governador Civil, a Oeste, compreendendo as Salas Nobres, os gabinetes, a área residencial, os jardins e os baluartes Sudoeste, Nordeste e Norte. Essa divisão, no essencial, corresponde na atualidade, ao Comando Operacional da Zona Militar da Madeira e à residência oficial do Ministro da República.
Das alterações introduzidas no conjunto no período, destacam-se o desaparecimento da Capela datada do início do século XVII, bem como o arranjo dos jardins do Palácio durante a gestão de José Silvestre Ribeiro:
"O Snr. J. S. Ribeiro tem cuidado do Palácio da Fortaleza de S. Lourenço, como se fosse propriedade sua; e eis aí está esse grandioso edificio, eis aí estão os seus jardins, não só bem conservados mas até melhorados consideravelmente" ("Brevissima Resenha de Alguns Serviços que ao Distrito do Funchal tem Prestado o Conselheiro José Silvestre Ribeiro")
O ajardinamento do baluarte Noroeste terá sido empreendido por iniciativa do mesmo Governador, estando referido no levantamento efectuado por António Pedro d'Azevedo em 1860, pelo qual se observa que o jardim do piso térreo se mantém com configuração idêntica ou similar à de 1805, com o respectivo tanque, o qual viria a ser tapado após nele ter se afogado um filho daquele Governador.
Nova intervenção no Palácio teve lugar a partir de 1878, quando se procedeu a uniformização do alçado Sul segundo o modelo que havia norteado, no início do século, a edificação da sala sobre o Baluarte Sudoeste. Entretanto, por tal iniciativa não ter obtido a concordância do então Governador Militar, a parte do edifício que lhe estava afeta não foi modificada, assim se mantendo até ao final da década de 1930.

### Do século XX aos nossos dias
Com a proclamação da República em Portugal (5 de outubro de 1910), o conjunto entrou em progressiva decadência, que perdurou até ao final da década de 1930. Em 1931, no contexto da chamada Revolta da Madeira, a Junta Revolucionária constituída a 4 de abril, chefiada pelo general Sousa Dias, instalou-se no Palácio de São Lourenço, que então serviu também como prisão, até à transferência para o Lazareto, a 27 de abril, dos representantes da Ditadura: Silva Leal, Alto Comissário do Governo enviado para a Madeira na sequência dos incidentes de fevereiro, Almeida Cabaço, o Governador Civil, e José Maria de Freitas, Governador Militar. Como sede da Junta Revolucionária, foi no Palácio que se organizou a defesa da ilha contra as forças enviadas pelo Governo, até à rendição, a 1 de maio.
No período compreendido entre 1938 e 1941 regista-se uma nova campanha de obras no Palácio-Fortaleza, sob a gestão do Governador José Nosolini Pinto Leão, refletindo o conceito de monumentalidade subjacente à política cultural e patrimonial do Estado Novo, com os recursos de um subsídio extraordinário que lhe foi atribuído pelo Governo através do Decreto-Lei nº 29.742, de 12 de julho de 1939. À época, as áreas internas do palácio, os jardins fronteiros, certas cortinas e torreões defensivos foram objeto de obras de preservação e beneficiação, tendo sido unificada a aparência da fachada Sul do edifício e destinando-se as suas dependências a albergar as chefias militares da Madeira.
Classificado como Monumento Nacional pelo Decreto n° 32973, de 18 de agosto de 1943. Desde a instituição do sistema autonómico, em 1976, o setor do Palácio é utilizado como residência oficial do Ministro da República para a Região Autónoma da Madeira. Ao final da década de 1990, o monumento foi objeto de pesquisa arqueológica, por iniciativa do Ministro da República.

## Características
Parte do perímetro defensivo da Fortaleza de São Lourenço foi desmantelada, destino que partilhou com a maioria das defesas da ilha, perdida a sua importância estratégica.
De 1635 data a edificação da sua capela, baptizada com o nome do santo padroeiro, São Lourenço. No entanto, deste templo subsiste apenas uma inscrição gravada na cantaria e que alude à sua fundação. Com efeito, as profundas obras de remodelação e adaptação realizadas nos séculos XVIII e XIX alteraram a fachada palaciana e demoliram a capela seiscentista.
O torreão Noroeste manteve-se após a construção do baluarte Noroeste à época filipina, encontrando-se figurado com quatro pavimentos pelo mestre das obras reais, Bartolomeu João, que sucedeu a seu pai, Jerónimo Jorge em 1618. Os três pavimentos superiores foram demolidos no século XVIII. O pavimento térreo do torreão, incorporado ao interior do baluarte Noroeste, foi recuperado entre 1998 e 1999, encontrando-se integrado à área dos jardins interiores do Palácio.
Pela sua volumetria e extensão impõe-se a fachada do Palácio de São Lourenço, ritmada pelas suas numerosas janelas e varandas. A porta principal é obra de aparato, sendo sobrepujada por uma escultura alusiva ao santo padroeiro.
O interior palaciano é majestoso e foi também objecto de remodelações nos séculos XVIII e XIX. Das numerosas dependências são de mencionar, pela sua rica ornamentação galante, as denominadas salas do "Dossel", "Boule", "Império" ou ainda a sala "Luís XVI". Grande dignidade artística apresenta um retrato de João VI de Portugal, obra realizada em 1819 pelo pintor Joaquim Leonardo da Rocha.
O Palácio de São Lourenço é ainda defendido pelos seus poderosos baluartes filipinos, formados por amplas muralhas com esplanadas e canhoneiras protectoras. Na parte leste subsiste um torreão circular manuelino marcado pelo brasão de armas deste monarca, obra provavelmente realizada pelo mestre João de Cáceres - engenheiro militar real e responsável pelas defesas do Funchal a partir de 1513.
Marcado pelas armas espanholas da dinastia filipina, o baluarte Norte é um imponente testemunho da renovação e melhoria das modernas defesas de São Lourenço.